# رئونت
رَئِوَنْت [Raēvant] نام مزدیسنایی بوم نیشابور؛ نام این دیار در اوستا (کهن‌ترین دفتر ایرانی)؛ قدیم‌ترین نامی که بر قلمرو جغرافیایی نیشابور، اطلاق شده؛ رئونت، نام بوم نیشابور، پیش از نام ابرشهر است که در زبان پهلوی به رِیْوَنْد، دگرگون گردیده این نام، در درازنای تاریخ، بر کالبدِ کوه، منطقه و شهر و دریاچه‌ای در گستره جغرافیای نیشابور، پدیدار، و به عنوان یکی از نواحی نیشابور، تا امروز، پایدار است. نام ریوند، در گویش نیشابوری، به همان صورت پَهلَوی خود، یعنی رِیْوَنْد (یا به صورت مخفف شده: رِوَنْد rēwand) حفظ شده و کاربرد دارد. در این سامان؛ آتش بُرزین‌مِهر -آذر کشاورزان و برزیگران، و یکی از سه آتشکده بزرگ ایران باستان- شعله می‌کشیده؛ همچنین جغرافیدانان قدیم، نیشابور نشان کان پیروزه نیشابور (نیشابور معدن فیروزه) را در بوم ریوند داده‌اند.

## نام‌شناخت
واژه رَئِوَنْت؛ صفت است و به معنای دارنده جلال و شکوه و فروغ؛ و در اوستا، به عنوان صفت برای مردمان، ایزدان و اهورامزدا کاربرد بسیاری یافته، و بیشتر با صفت «فرهمند» یا «خرهمند» به صورت یکجا به کار رفته‌است. رئونت، در متون گوناگون؛ به گونه‌های دیگری همچون «رایومند»، «ریوند»، «ریون» و «رئوَئوته» نیز آمده‌است.

بخش نخست واژه رئونت؛ «رَئِ‍» و بخش پایانی آن؛ «وَنتَ» است. «رئِ»، به معنی درخشندگی؛ و «ونتَ» نیز پسوند مالکیت است و همان است که امروز در زبان فارسی، «وند» ش می‌نامند. «وند» به معنی دارنده، هنوز در دماوند، الوند و راوند دیده می‌شود. این واژه، در گذر زمان و دگرگونی زبان، از اوستائی به پهلوی، به گونه «رای‌اومند» (رایومند) درآمد که «اومند» در آن، همان پسوند «دارایی» است و در نوشته‌های پهلوی؛ این واژه، به عنوان صفتی برای «خداوند» آمده‌است و در سرآغاز بیشتر نامه‌های پهلوی، به چشم می‌خورد: «پَت نام ای داتار اوهرمزدی رایومندی خَورَه اومند» (به نام دادار اورمزد رایومندِ فرهمند). اما چون این واژه به گونه نام، بر شهری نهاده شد، دگرگونی چندان در آن راه نیافت و هم‌اکنون نیز بخش غربی نیشابور تا مرز سبزوار، رِیوَند (Reyvand) نام دارد.

## در اوستا
رئونت و گونه پهلوی آن (ریوند)؛ در اوستا، نام کوهی است. رئونت و ریوند، در دو دفتر از کتاب اوستا به چشم می‌خورد:
- در بخش زامیادیشت از دفتر یشت‌ها؛ نام این کوه در میان کوه‌هایی که از کوه هرئیتی (= هربرز یا البرز) رستند و در کنار نام کوه‌هایی همچون سپنتودات، کدرواسپ، کئوایریس و … آمده و گفته شده «به هر اندازه که این کوه‌ها امتداد یافته به همان اندازه او (آفریدگار) آنها را بهره پیشوایان و رزمیان و برزیگران گله‌پرور، بخش نمود.»[۲۱][۲۲]
- در پاره نهم (آذر روز) دو بخش «سیروزه کوچک» و «سیروزه بزرگ» و در بند ششم «آتش بهرام نیایش» بخش «پنج نیایش» از دفتر خرده‌اوستا، کوه ریوند؛ در کنار آذران، ایزدان و جای‌های مقدس آیین مزدیسنا، ستوده شده‌است.[۲۳][۲۴] در در «آتش بهرام نیایش»، به خشنودی کوه ریوند و چند آذر و ایزد مقدس آیین مزدیسنایی، ستایش و نیایش و آفرین گفته شده‌است: «ای آذر اهوره‌مزدا! کوه ریوند مزدا آفریده، فرّ کیانی مزداآفریده، آذر اهوره‌مزدا، ای آذر اَشَوَنِ ارتشتاران! ای ایزد فَرِّه‌مند! ای ایزد درمان‌بخش! آذر اهوره‌مزدا با همه آتشها! ای ایزد نریوسنگ، آذر نافه شهریاری! شما را ستایش و نیایش و خشنودی و آفرین!»[۲۵][۲۶]

کوه ریوند، پایگاه آذر برزین مهر، یکی از سه آتشکده نامبردار ایران‌زمین بوده؛ این آتشکده کشاورزان در خراسان و بر بالای کوه ریوند در ابرشهر یا نیشاپور جای داشته‌است.

## در متون پهلوی
بر پایه متون پهلوی همچون بندهش، روایت پهلوی و گزیده‌های زادسپرم؛ ریوند یکی از ۲۲۴۴ کوهی است که از البرزکوه، رست. نام این کوه، در کنار نام کوه‌های پدشخوار و داراسپند، ذکر شده‌است. در اعصار جدیدتر، کوه ریوند، در خراسان قرار داشته. گشتاسب‌شاه، آذربرزین مهر برآن نهاد، نزدیک نیشابور و به همین جهت آن را پشته گشتاسپان نیز می‌خوانند. او را ریوندی این است که رایومند است. در این زمان نیز کوه‌های شمالی نیشابور، ریوند خوانده می‌شود. ظاهراً بر فراز این کوه، دریاچه‌ای نیز وجود داشت که به همین نام معروف بود.

## شهر رئونت
رئونت یا ریوند همچنین نام شهر و منطقه‌ای است که در پای کوه رئونت (ریوند) قرار داشته. ابراهیم پورداود دربارهٔ این شهر نوشته‌است: «ریوند، یکی از شهرهای معروف نیشابور یا ابرشهر بوده؛ ابن رسته می‌نویسد: ابرشهر دارای ۱۳ رستاق (معرب از روستاک پهلوی) و چهار طسوج (رجوع به تسوک پهلوی، در فارسی: تسو) یعنی محل است. ریوند یکی از آن چهار طسوج است.» این شهر، بخصوص به واسطه آذربرزین مهر که یکی از آتشکده‌های ایران قدیم بوده، شهرت داشت.

## دگرگونی رئونت و بجایگزینی آن
بوم نیشابور، در پی تحولات تاریخی، اجتماعی و فرهنگی؛ دگرگونی‌های فراوانی، بر خود دیده و نام آن نیز از این رویدادها دگرگون گردیده‌است. نیشابور (نیشابوهر) نامی است که از دوره ساسانی بر این دیار نهاده شد، و نام ابرشهر (اپرنک‌شهر)، متأثر از زیست اپرن‌ها یا اپرنی‌ها در این منطقه در دوره اشکانی (پارتیان) است و رئونت یا ریوند، که از بازکاوی جغرافیای تاریخی این دیار در متون مزدیسنایی به دست می‌آید، نام این بوم، در کهن‌ترین دوران است. فریدون جنیدی از دگرگونی نام رئونت و ریوند به ابرشهر، چنین خبر می‌دهد: «شهر رئونت جایگاه پارتیان بود، و پارتیان فرمانروایی نیکشان که استوار فرمانروایی همه تیره‌ها و دودمان‌ها بوده بر دست اردشیر پارسی از میان رفت، از چیرگی وی خشنود نبودند؛ و نیز با آنکه نام پسر اردشیر (سابور: اشاره به نام کنونی نیشابور که دگرگونه شده «نیوشاهپور» است)، بر شهرستان بماند همرأی نبودند، و بدین روی، برای این شهر، صنعتی اندیشیدند که ابرشهر بوده باشد به معنی شهر برین، شهر بالاتر، و از آنجا که در نوشته‌های پهلوی این نام به گونهٔ اَپَرشهر آمده‌است، می‌توان در این داوری بی‌گمان بود که این صفت در همان زمان ساسانیان بدان داده شده باشد، به گونه‌ای همان نام پیشین (رئونت) را که دارندهٔ شکوه بوده باشد، زنده نگاه دارند!» سِبِئوس، مورخ ارمنی سده ۷ میلادی، ابرشهر را در خراسان و نزدیک نیشابور، نوشته‌است که نشان می‌دهد ابرشهر و نیشابور، در این زمان، در محل جدا از یکدیگر بوده‌اند و احتمال می‌رود بعدها، و شاید در دوره ساسانی، این دو منطقه مجاور به صورت واحدی درآمده باشند و شهر نیشابور، چنان‌که حمزه اصفهانی نوشته‌است، مرکز ابرشهر شده باشد.

## دوران اسلامی و معاصر

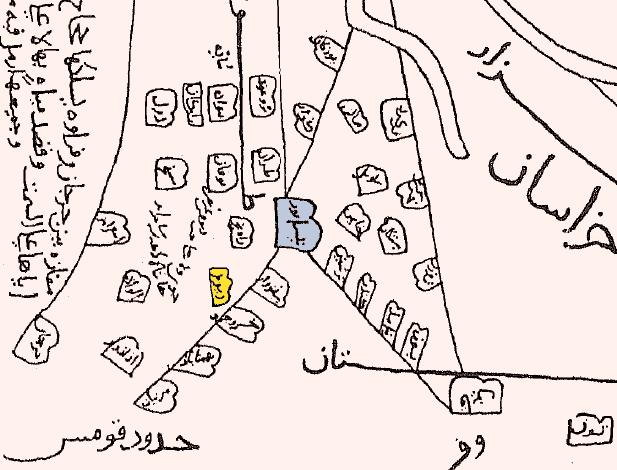
موقعیت شهر ریوند در نزدیکی نیشابور در بریده‌ای از نقشه خراسان ترسیم شده توسط ابن حوقل در قرن چهارم هجری، در این نقشه، ریوند در منطقه میان توس و جوین؛ و همراستای راونج نشان داده شده‌است.

رَئِوَنْت اوستایی که در زبان پارسی میانه، رِیْوَنْد خوانده شد، در دوران اسلامی و معاصر نیز در جغرافیای نیشابور، به عنوان یکی از نواحی نیشابور، پایدار مانده‌است. این ناحیه در منابع مختلف، در طی دوران زمانی یادشده با عنوان‌های ربع ریوند، بلوک ریوند و دهستان ریوند قابل بازیابی است ابوعبدالله الحاکم (قرن ۵ هـ. ق) ناحیه ریوند را چنین معرفی می‌نماید: «اما ربعِ ریوند، از حدِّ مسجد جامع (نیشابور) بود تا مزرعه احمدآباد، اول حدود بیهق، طول او سیزده فرسخ. عرض او از حدود ولایت طوس تا حدود بشت. پانزده فرسخ. مشتمل بر زیاده از پانصد دیه که بعضی را یک قنات بود یا دو یا سه یا چهار یا پنج؛ و ریوند که ربع، به آن منسوب است، قریه کبیره معموره بُوَد.» در «صورةالارض» ابن حوقل، از ریوند در شمار شهرهای بیست‌گانه نیشاپور قرن چهارم هجری، نام برده شده و به موقعیت این شهر (قریه کبیره) در نزدیک نیشابور و میان ولایات توس و جوین و همراستای راونج اشاره شده‌است. تاریخ حافظ ابرو، ریوند به عنوان یکی از بلوکات نیشابور در میان پانزده بلوک، نام برده شده و آمده‌است که «هژده مزرعه و کلاته که حالاً مزروع می‌شود، درین تاریخ، تعلق بدین بلوک دارد.» ریوند؛ در دوران معاصر، دهستانی در بخش مرکزی شهرستان نیشابور است.

## پانوشت‌ها
1. ↑  فرنبغ دادگی (۱۳۹۰)، بندهش، ترجمهٔ گزارنده مهرداد بهار، تهران: انتشارات توس، ص. ص۱۷۲
2. ↑  خسرو قلی‌زاده (۱۳۹۲)، فرهنگ اساطیر ایرانی، بر پایهٔ متون پهلوی، تهران: بنگاه ترجمه و نشر کتاب پارسه، ص. ص۲۳۱
3. ↑  یشت‌ها، ج. ۲، ترجمهٔ تفسیر و تألیف ابراهیم پورداود، تهران: اساطیر، ۱۳۷۷، ص. ص۳۳۰
4. 1 2  پایتخت‌های ایران، ترجمهٔ به کوشش محمدیوسف کیانی، تهران: سازمان میراث فرهنگی کشور، ۱۳۷۴، ص. ص۳۲۷
5. ↑  محمدیوسف کیانی (۱۳۶۶)، شهرهای ایران، ج. ۲، تهران: جهاد دانشگاهی؛ وزارت فرهنگ و ارشاد اسلامی، ص. ص۳۶۳–۳۶۴
6. ↑  عباسعلی مدیح (۱۳۸۵)، نیشابور و استراتژی توسعه؛ جغرافیای طبیعی، انسانی، اقتصادی و گردشگری، نیشابور: نوای غزل، ص. ص۵۷
7. 1 2  علی طاهری (۱۳۸۴)، درآمدی بر جغرافیا و تاریخ نیشابور، نیشابور: ابرشهر، ص. ص۴۹
8. ↑  لادن اعتضادی (۱۳۷۴)، «نیشابور (ابرشهر)؛ سیر تحول و اصول ساخت و سازمان شهری»، مجموعه مقالات کنگره تاریخ معماری و شهرسازی ایران، ج. ۱، تهران: سازمان میراث فرهنگی کشور، ص. ص۵۵۴
9. ↑  عباسعلی مدیح (۱۳۸۵)، نیشاور و استراتژی توسعه؛ جغرافیای طبیعی، انسانی، اقتصادی و گردشگری، نیشابور: نوای غزل، ص. ص۵۶
10. ↑  فریدون جنیدی (۱۳۵۸)، زندگی و مهاجرت نژاد آریا، تهران: نشر بلخ، ص. ص۹۷
11. 1 2  پایتخت‌های ایران، ترجمهٔ به کوشش محمدیوسف کیانی، تهران: سازمان میراث فرهنگی کشور، ۱۳۷۴، ص. ص۳۲۷–۳۲۸
12. ↑  سیدحسن مجتبوی (۱۳۹۲)، فرهنگ جغرافیای تاریخی نیشابور، نیشابور: دانشگاه آزاد اسلامی، ص. ص۱۱۹
13. 1 2  فریدون گرایلی (۱۳۷۵)، نیشابور؛ شهر فیروزه، مولف، ص. ص۶۹۵–۶۹۶
14. ↑  کارنامک ریوند نیشابور. «شهر ریوند کجاست؟» (PDF). Karnamak-e Reyvand-e neyshaborتاریخ= ۲۱ تیر ۱۳۹۴. ص. ص۲.[پیوند مرده]
15. 1 2  اوستا؛ کهن‌ترین سرودها و متنهای ایرانی، ج. ۲، ترجمهٔ گزارش و پژوهش جلیل دوستخواه، تهران: انتشارات مروارید، ۱۳۷۵، ص. ۹۴۴–۹۴۵، ۹۹۰
16. ↑  شمس‌الدین ابی عبدالله محمد مقدسی (۱۹۰۶)، احسن‌التقاسیم فی معرفةالاقالیم، بیروت: دارصادر، ص. ص۳۲۶
17. 1 2  یشت‌ها، ج. ۲، ترجمهٔ تفسیر و تألیف ابراهیم پورداود، تهران: اساطیر، ۱۳۷۷، ص. ص۳۳۰
18. 1 2 3  اوستا؛ کهن‌ترین سرودها و متنهای ایرانی، ج. ۲، ترجمهٔ گزارش و پژوهش جلیل دوستخواه، تهران: انتشارات مروارید، ۱۳۷۵، ص. ص۹۹۰
19. ↑  جهانگیر اوشیدری (۱۳۸۶)، دانشنامه مزدیسنا، تهران: نشر مرکز، ص. ص۲۹۳
20. ↑  سیدحسن مجتبوی (۱۳۹۲)، فرهنگ جغرافیای تاریخی نیشابور، نیشابور: دانشگاه آزاد اسلامی، ص. ص۱۱۹
21. 1 2  یشت‌ها، ج. ۲، ترجمهٔ تفسیر و تألیف ابراهیم پورداود، تهران: اساطیر، ۱۳۷۷، ص. ص۳۲۳–۳۳۱
22. ↑  اوستا؛ کهن‌ترین سرودها و متنهای ایرانی، ج. ۱، ترجمهٔ گزارش و پژوهش جلیل دوستخواه، تهران: انتشارات مروارید، ۱۳۷۵، ص. ص۴۸۵–۴۸۷
23. ↑  خرده‌اوستا؛ بخشی از کتاب اوستا، ترجمهٔ تفسیر و تألیف ابراهیم پورداود، تهران: اساطیر، ۱۳۸۶، ص. ۱۹۳، ۱۹۹
24. ↑  اوستا؛ کهن‌ترین سرودها و متنهای ایرانی، ج. ۱، ترجمهٔ گزارش و پژوهش جلیل دوستخواه، تهران: انتشارات مروارید، ۱۳۷۵، ص. ص۶۳۰، ۶۳۴
25. ↑  اوستا؛ کهن‌ترین سرودها و متنهای ایرانی، ج. ۲، ترجمهٔ گزارش و پژوهش جلیل دوستخواه، تهران: انتشارات مروارید، ۱۳۷۵، ص. ص۶۰۶
26. ↑  خرده‌اوستا؛ بخشی از کتاب اوستا، ترجمهٔ تفسیر و تألیف ابراهیم پورداود، تهران: اساطیر، ۱۳۸۶، ص. ۱۳۱–۱۳۲
27. ↑  یسنا؛ بخشی از کتاب اوستا، ترجمهٔ تفسیر و تألیف ابراهیم پورداود، تهران: اساطیر، ۱۳۸۷، ص. ص۱۸۴–۱۸۵
28. ↑  فرنبغ دادگی (١٣٩٠)، بندهش، ترجمهٔ گزارنده مهرداد بهار، تهران: توس، ص. ص۱۷۲
29. ↑  بندهش هندی، ترجمهٔ تصحیح و ترجمه رقیه بهزادی، تهران: پژوهشگاه علوم انسانی و مطالعات فرهنگی، ١٣٨٨، ص. ص۲۴۰
30. ↑  رستم شهزادی (١٣٨٦)، واژه‌نامه پازند، تهران: موسسه فرهنگی-انتشاراتی فروهر، ص. ص۸
31. ↑  بهرام فره‌وشی (١٣٩٠)، فرهنگ زبان پهلوی، تهران: دانشگاه تهران، ص. ۶۸
32. ↑  خسرو قلی‌زاده (١٣٩٢)، فرهنگ اساطیر ایرانی برپایه متون پهلوی، تهران: بنگاه ترجمه و نشر کتاب پارسه، ص. ص۳۹
33. ↑  دانشنامه ایران، ترجمهٔ زیر نظر کاظم موسوی بجنوردی، تهران: مرکز دائرةالمعارف بزرگ اسلامی، ١٣٨٤، ص. ج۱، ص۵۵۰
34. ↑  حمیده بحرانیان (١٣٨٨)، واژه‌نامه اعلام جغرافیایی باستانی، تهران: شرکت تعاونی کارآفرینان فرهنگ و هنر، ص. ۱۰۰
35. ↑  جهانگیر اوشیدری (١٣٨٦)، دانشنامه مزدیسنا؛ واژه‌نامه توضیحی آیین زرتشت، تهران: نشر مرکز، ص. ۲۹۹
36. ↑  خسرو قلی‌زاده (۱۳۹۲)، فرهنگ اساطیر ایرانی، بر پایهٔ متون پهلوی، تهران: بنگاه ترجمه و نشر کتاب پارسه، ص. ص۲۳۱
37. ↑  علی طاهری (۱۳۸۴)، درآمدی بر جغرافیا و تاریخ نیشابور، نیشابور: ابرشهر، ص. ۴۹، ۵۱
38. ↑  فریدون گرایلی (۱۳۷۵)، نیشابور؛ شهر فیروزه، مولف، ص. ص۳–۱۰
39. ↑  بهزاد نعمتی (سال اول، پاییز و زمستان ۱۳۷۷)، «نام‌شناخت؛ ابرشهر، نیشابور»، خراسان‌پژوهی، ش. شماره ۲، ص. ص۱۹۱–۱۹۶ تاریخ وارد شده در |تاریخ= را بررسی کنید (کمک)
40. ↑  دانشنامه ایران، ج. ۱، تهران: مرکز دائرةالمعارف بزرگ اسلامی، ۱۳۸۴، ص. ص۱۱۱ از پارامتر ناشناخته |نویسنده همکار= صرف‌نظر شد (کمک)
41. ↑  فرنبغ دادگی (۱۳۹۰)، بندهش، تهران: توس، ص. ص۱۷۲ از پارامتر ناشناخته |نویسنده همکار= صرف‌نظر شد (کمک)
42. ↑  سیدحسن مجتبوی (۱۳۹۲)، فرهنگ جغرافیای تاریخی نیشابور، نیشابور: دانشگاه آزاد اسلامی، ص. ص۱۱۹–۱۲۰
43. ↑  ابوعبدالله حاکم نیشابوری (۱۳۷۵)، تاریخ نیشابور، ترجمهٔ محمد بن حسین خلیفه نیشابور، مقدمه و تصحیح و تعلیقات محمدرضا شفیعی کدکنی، تهران: آگه، ص. ص۲۱۴–۲۱۵
44. ↑  ابی‌القاسم ابن حوقل النصیبی (۱۹۳۸)، صورة الارض، ج. ۲، بیروت: دار صادر، ص. ص۴۳۳، ۴۲۷–۴۲۸
45. ↑  شهاب‌الدین عبدالله خوافی (۱۳۷۵)، جغرافیای حافظ ابرو، تهران: انتشارات بنیان، دفتر نشر میراث مکتوب، ص. ص۳۶ از پارامتر ناشناخته |نویسنده همکار= صرف‌نظر شد (کمک)

## فهرست منابع
- «احسن‌التقاسیم فی معرفةالاقالیم»، شمس‌الدین ابی عبدالله محمد مقدسی، بیروت، دارصادر، ۱۹۰۶م.
- «اوستا؛ کهن‌ترین سرودها و متنهای ایرانی»، گزارش و پژوهش جلیل دوستخواه، تهران: مروارید، ۱۳۷۵.
- «پایتخت‌های ایران»، به کوشش محمدیوسف کیانی، تهران: سازمان میراث فرهنگی کشور، ۱۳۷۴.
- «بندهش»، فرنبغ دادگی، گزارنده مهرداد بهار، تهران: توس، ۱۳۹۰.
- «بندهش هندی؛ متنی به پارسی میانه»، تصحیح و ترجمه رقیه بهزادی، تهران: پژوهشگاه علوم انسانی و مطالعات فرهنگی، ۱۳۸۸.
- «پایتخت‌های ایران»، به کوشش محمدیوسف کیانی، تهران: سازمان میراث فرهنگی کشور، ۱۳۷۴.
- «تاریخ نیشابور»، ابوعبدالله حاکم نیشابوری، ترجمه محمد بن حسین خلیفه نیشابوری، مقدمه و تصحیح و تعلیقات محمدرضا شفیعی کدکنی، تهران: آگه، ۱۳۷۵.
- «خرده اوستا؛ بخشی از کتاب اوستا»، تفسیر و تألیف ابراهیم پورداود، تهران: اساطیر، ۱۳۸۶.
- «جغرافیای حافظ ابرو»، شهاب‌الدین عبدالله خوافی، تصحیح صادق سجادی و سیدعلی آل داوود، انتشارات بنیان، دفتر نشر میراث مکتوب، ۱۳۷۵.
- «دانشنامه ایران»، زیر نظر کاظم موسوی بجنوردی، مرکز دائرةالمعارف بزرگ اسلامی، تهران: ۱۳۸۴.
- «دانشنامه مزدیسنا»، جهانگیر اوشیدری، نشر مرکز، تهران: ۱۳۸۶.
- «درآمدی بر جغرافیا و تاریخ نیشابور»، علی طاهری، نیشابور: ابرشهر، ۱۳۸۴.
- «زندگی و مهاجرت نژاد آریا»، فریدون جنیدی، نشر بلخ، تهران: ۱۳۵۸.
- «شهر ریوند کجاست»، پژوهش و نگارش کارنامک ریوند نیشابور، انتشار الکترونیکی، ۱۳۹۴/۰۴/۲۱.
- «شهرهای ایران»، به کوشش محمدیوسف کیانی، تهران: جهاد دانشگاهی؛ وزارت فرهنگ و ارشاد اسلامی، ۱۳۶۶.
- «صورة الارض»، تألیف ابی‌القاسم ابن حوقل النصیبی، بیروت: دارصادر، ۱۳۱۷ق/ ۱۹۳۸م.
- «فرهنگ اساطیر ایرانی، بر پایهٔ متون پهلوی»، خسور قلی‌زاده، تهران، شرکت مطالعات نشر کتاب پارسه، ۱۳۹۲.
- «فرهنگ جغرافیای تاریخی نیشابور»، سیدحسین مجتبوی، جواد محقق نیشابوری، حسن نظریان، نیشابور: دانشگاه آزاد اسلامی، ۱۳۹۲.
- «فرهنگ زبان پهلوی»، تألیف بهرام فره‌وشی، تهران: دانشگاه تهران، ۱۳۹۰.
- «مجموعه مقالات کنگره تاریخ معماری و شهرسازی ایران»، تهران: سازمان میراث فرهنگی کشور، ۱۳۷۴.
- «نام‌شناخت؛ ابرشهر، نیشابور»، بهزاد نعمتی، خراسان‌پژوهی، سال اول، پاییز و زمستان ۱۳۷۷، ش ۲.
- «نیشابور، شهر فیروزه»، فریدون گرایلی، چاپ چهارم، ۱۳۷۵.
- «نیشابور و استراتژی توسعه؛ جغرافیای طبیعی، انسانی، اقتصادی و گردشگری»، عباسعلی مدیح، نیشابور: نوای غزل، ۱۳۸۵.
- «واژه‌نامه اعلام جغرافیایی باستانی»، مؤلف حمیده بحرانیان، تهران: شرکت تعاونی کارآفرینان فرهنگ و هنر، ۱۳۸۸.
- «واژه‌نامه پازند»، پژوهش و نگارش رستم شهزادی، تهران: مؤسسه فرهنگی-انتشاراتی فروهر، ۱۳۸۶.
- «یسنا؛ بخشی از کتاب اوستا»، تفسیر و تألیف ابراهیم پورداود، تهران: اساطیر، ۱۳۸۷.
- «یشت‌ها»، تفسیر و تألیف ابراهیم پورداود، تهران: اساطیر، ۱۳۷۷.